# Remzi Kaplan
Remzi Kaplan (* 3. August 1960 in Yozgat, Türkei) ist ein deutsch-türkischer Döner-Produzent in Berlin-Gesundbrunnen. Er ist Gesellschafter und Geschäftsführer der Kaplan Dönerproduktion GmbH und seit Juni 2007 Vorsitzender der Türkisch-Deutschen Unternehmervereinigung Berlin Brandenburg. Von 2006 bis 2007 war er 1. Vorsitzender des Fußballvereins Türkiyemspor Berlin.

## Leben
Kaplan wuchs in dem anatolischen Dorf Bahadın bei Yozgat auf. Seine Eltern waren Hauswarte, Kaplan arbeitete schon als Schulkind als Bote und Gemüseverkäufer. Seine Eltern gingen als Gastarbeiter nach Deutschland und ließen den zwischenzeitlich bei den Großeltern lebenden Sohn Anfang der 1970er Jahre nachkommen.
Kaplan heiratete 1977. Sein Sohn und seine beiden Töchter arbeiten in seinem Unternehmen.

## Unternehmen
Zunächst betrieb Kaplan Imbissläden in West-Berlin. Nach der Wende expandierte Kaplan mit seinen Dönerläden in den Ostteil der Stadt. 1991 eröffnete er mit seinem Bruder die erste eigene Fleischfabrik. Es folgten Produktionsstätten im niederländischen Zevenaar (1994), Hamburg (1996), Schönwalde (1999) und Berlin (2001). Im Juli 2004 eröffnete Kaplan mit einem polnischen Partner in Stettin einen Vertrieb zur Dönerproduktion für Polen. 2007 war er der größte Döner-Produzent in der EU. Allein in Berlin beliefert er etwa 1000 Imbissläden.
Sein Unternehmen ist im Vorstand des Vereins türkischer Dönerhersteller in Europa ATDID vertreten.
Die Berliner Presse bezeichnet Kaplan als „König des Döners“ oder „Kebab-King“.

## Gammelfleisch-Skandal
Nach der Beschwerde eines Kunden, der nach dem Essen über Übelkeit klagte, wurden im September 2006 in Kaplans Betrieb rund vier Tonnen Fleisch sichergestellt, das nicht für den Verzehr geeignet war. 2007 kündigte Kaplan eine Anzeige wegen Verleumdung gegen den Sprecher der Staatsanwaltschaft an, der seinen Namen im Zusammenhang mit Ekelfleisch genannt hatte. Er verwies auf seine Bemühungen um eine „gläserne Produktion“ und seine Bestrebungen, ein Döner-Qualitäts-Siegel einzuführen. Der Vermutung eines Amtsveterinärs, ein in den Gammelfleisch-Skandal verwickelter Drehspieß-Hersteller habe die mindere Fleischqualität möglicherweise nicht erkannt, widersprach Kaplan: „So etwas sieht und riecht man“.
Im September 2007 setzte sich Kaplan in der Hürriyet dafür ein, die Namen der 2007 mit Gammelfleisch belieferten Dönerhersteller zu veröffentlichen und wehrte sich gegen Gammelfleischvorwürfe.
2008 erhob die Staatsanwaltschaft Anklage wegen „Inverkehrbringens von für den Verzehr ungeeigneten Lebensmitteln“. Am 15. Mai 2008 verurteilte das Amtsgericht Berlin-Tiergarten Kaplan zu einer Geldstrafe in Höhe von 40.000 Euro  (400 Tagessätze zu je 100 Euro). Eine zweite Anklage wegen Falsch-Etikettierung der Zusammensetzung und Herkunft des Fleisches wurde fallengelassen.